# Martin Obšitník
Martin Obšitník (*2. listopadu 1969, Košice) je bývalý slovenský fotbalista, záložník.

## Fotbalová kariéra
Hrál za Inter Bratislava, 1. FC Košice, FK Dukla Banská Bystrica, FC Lokomotíva Košice, HFC Humenné, SK Dynamo České Budějovice, Artmédii Petržalka a ŠK Slovan Bratislava. V evropských pohárech nastoupil v 6 utkáních a dal 2 góly. Za reprezentaci Slovenska nastoupil ve 4 utkáních. Za reprezentaci Československa do 20 let hrál na mistrovství světa 1989 v Saúdské Arábii.